# 曖昧不明關係研究學會
《曖昧不明關係研究學會》( 英語： Uncertain Relationship Society)，是麥曦茵第四部執導之香港電影作品，由王敏奕、梁曉豐、江嘉敏、林耀聲、黃溢濠、盧鎮業領銜主演，Dumb Youth所製作。電影長度為118分鐘，透過年輕男女探討愛情世界裡不同的關係模式，曾於Cine Fan夏日國際電影節2014首映。電影亦入圍及參與多個國際電影節或電影展，並曾於不同院校放映，甚至被改編成舞台劇於理工劇社周年公演。2015年上公演，在青少年男女之間造成熱門話題。《曖昧不明關係研究學會》本為香港電台《獅子山下2014》的其中一部節目，故後來亦有剪輯為五集之迷你劇版本於香港電台電視頻道31播放，分別是《兄妹》、《永遠當最好的朋友》、《無法在一起的人VS無法分開的人》、《錯覺》及《大家都是失敗者》。

## 故事大綱
爛好人林逸民（梁曉豐 飾）自中學時代，便徘徊於跟契妹江嘉敏（江嘉敏 飾）與李寧（王敏奕 飾）的曖昧關係之間，心雖在意李寧，卻不忍對江嘉敏置之不顧。林逸民與江嘉敏兄妹相稱的關係持續到畢業後的今時今日，而他與李寧始終差一點的戀情亦一直止步於心照不宣的程度。另一方面，同樣由中學時代開始，李彩華（黃溢濠 飾）便一直守在李寧身邊，彷彿只要不說穿，親密卻未可走在一起的關係便能持續到永久。作為李彩華好兄弟的何葉（林耀聲 飾），就似一個旁觀者清的局外人，看著這群自中學便結識的人，沈溺於錯覺當中，曖昧成癮。而何葉自己又何嘗不有著難以對親密好友坦承的情感世界。
愛或不愛，守候與停留或是捨下與離去，曖昧不明不單是「我們」情感關係的寫照，同時也主導了理想與生活、身分與價值的選擇與取向。長大了之後，揮之不去的牽連，讓他們繼續處身於重新開始抑或回到從前的迷思當中。當江嘉敏與她的暴躁愛情狂男友梁暐安（盧鎮業 飾）之間一直出現重複的問題，林逸民成為了江嘉敏理所當然的依靠。可他與李寧始終踏不出的一步，就只有繼續不乾不脆的持續下去。然後，當李彩華終於願意退場的時候，也重新發現與認識到身邊一直在旁的何葉。再沒了太過理所當然的守候，李寧或許也開始願意往林逸民多走一步。無論在理想與情感上，江嘉敏似乎一直都跌跌撞撞，卻牽引著身邊的人，重新開始。所需要的，或許再簡單不過。曖昧或許就是為不確定尋求確定。後來，當我們回首的時候，或許都會發現，我們已走了很遠，回不去了，但卻可以重新開始……

## 曖昧不明法則
| 法則     | 引言人 | 內容                                                                   |
| 第一則   | 林逸民 | 兄妹是……為了享受守護著又不佔有的距離，而預防真正愛上對方的稱謂。       |
| 第二則   | 林逸民 | 自由只是一個說法，您在期待更好的選擇。                                 |
| 第三則   | 李彩華 | 義氣不是跟女孩子說的。                                                 |
| 第四則   | 李寧   | 也許分開得太久，我們連思想也有著時差。                                 |
| 第五則   | 江嘉敏 | 就算當不上女主角，但我會努力讓您看見我。即使您說，努力不是一種才華。   |
| 第六則   | 李寧   | 我們真正的關係，就是假裝沒關係。                                       |
| 第七則   | 李彩華 | 我用盡力氣討您一個微笑，您毫不吝嗇為他掉下眼淚。                       |
| 第八則   | 李彩華 | 您沒有傷害我，您只是用盡一切方法，說明我們是最好的朋友。               |
| 第九則   | 李彩華 | 然後，我可以假裝過得很好，好得像您從沒有在我生命中出現過一樣。         |
| 第十則   | 何葉   | 想念，不過是藉口；寂寞，才是您找我的理由。                             |
| 第十一則 | 何葉   | 感覺有很多種，我會盡量，把我對你的感覺，歸類為——錯覺。                 |
| 第十二則 | 江嘉敏 | 我一直以為您，以為我，心裡有另一個人。但原來，是你心裡，有更重要的人。 |
| 第十三則 | 林逸民 | 曖昧是一種病，您是誘因也是唯一的藥引。                                 |
| 第十四則 | 李寧   | 曖昧原來是……一廂情願地強人所難。                                       |

## 演員
| 演員   | 角色       |
| 梁曉豐 | 林逸民     |
| 江嘉敏 | 江嘉敏     |
| 王敏奕 | 李寧       |
| 林耀聲 | 何葉       |
| 黃溢濠 | 李彩華     |
| 盧鎮業 | 梁瑋安     |
| 岑珈其 | 李永健     |
| 林二汶 | 林逸民老闆 |
| 高凱琳 | 何花       |

## 電影歌曲
- 《說說》[7]
作曲：曹震豪 
填詞：麥曦茵 
主唱：PlayTime
- 《拖拉》[8]
作曲：曹震豪 
填詞：曹震豪 
主唱：曹震豪

## 外部連結
- 曖昧不明關係研究學會的Facebook專頁